# Archie Bell
Archie Lee Bell (ur. 1 września 1944 w Hendersonie) – amerykański piosenkarz. Lider afroamerykańskiej grupy rhythmandbluesowej Archie Bell and the Drells.

## Wczesne życie
Archie Bell urodził się w Houston jako syn Langstona i Ruth. Jest drugim najstarszym z siedmiu braci. Jego braćmi byli: Lee (ur. 1946) – choreograf Archie Bell and the Drells, Ricky (1955–1984) – futbolista, Jerry – mistrz świata w karate oraz piosenkarz. Jest także spokrewniony z producentem muzycznym, Thomem Bellem. W 1945 roku, gdy miał roczek, rodzina przeniosła się do Houston.

## Kariera
Archie Bell występy muzyczne rozpoczął w 1954 roku, w wieku 10 lat, w klubach nocnych w Houston. Do rozpoczęcia kariery muzycznej skłonili go Sam Cooke i Jackie Wilson. W 1956 roku, będąc uczniem w gimnazjum, założył zespół pn. The Drells.
W 1966 roku założył afroamerykańską grupę rhythmandbluesową pt. Archie Bell and the Drells. Popularność grupie przyniósł singel pt. Tighten Up. Po rozpadzie grupy w 1980 roku, rozpoczął karierę solową. W 1981 roku wydał album pt. I Never Had It So Good w wytwórni Becket Records, a także przez następne 20 lat kontynuował występy z członkami grupy Archie Bell and the Drells. W latach 90. występował z członkami pochodzącej z Atlanty grupy The Rockerz: Wesem Armstrongiem (perkusja, śpiew), Steve’em Farrellem (gitara, śpiew), Steve’em "Stevie G." Guettlerem (gitara, śpiew), Jeffe "JT" Stricklerem (gitara basowa, śpiew) i Mikiem Wilsonem (instrument klawiszowy, śpiew).
W ostatnich latach dywersyfikował swój repertuar o muzykę blues i nagrał album bluesowy. Nagrywał również muzykę country, wyznając miłość do tego gatunku. Nagrał też trochę muzyki country, wyznając miłość do tego gatunku. Tommy Allsup, producent country i były członek zespołu Boba Willsa – Texas Playboys, zachęcił Bella do zaśpiewania utworu pt. Warm Red Wine, który pojawiło się na albumie z piosenkami Glena Campbella, Roya Clarka oraz Tanyi Tucker.

## Dyskografia

### Albumy
| Rok  | Tytuł i informacje wydawnicze                                     | Certyfikat |
| ---- | ----------------------------------------------------------------- | ---------- |
| 1981 | I Never Had It So Good - Wydany: 1981 - Wytwórnia: Becket Records | [ 6 ]      |